# Teatro Municipal de São Carlos
O Teatro Municipal de São Carlos, nomeado oficialmente como "Teatro Municipal Dr. Alderico Vieira Perdigão", está localizado na cidade de São Carlos, é um dos mais importantes teatros do interior do Estado de São Paulo. Está localizado na rua sete de setembro nº 1735, no centro da cidade; assim como o Teatro de Arena José Saffiotti Filho

## História
Em 1956, o então prefeito da cidade, dr. Alderico Vieira Perdigão, lançou a pedra fundamental do teatro, que foi construído entre 1960 a 1966 e tendo sua inauguração funcional 22 de outubro de 1966 com a peça Morte e Vida Severina, de João Cabral de Mello Neto, pelo Grupo TUCA (como registrou Névio Dias em "O Teatro Amador no Contexto Cultural de São Carlos". A inauguração oficial ocorreu em 21 de abril de 1969. Reinauguração 4 de julho de 2008, que seria inaugurado oficialmente em 1969 com a apresentação do espetáculo "Esperando Godot" e a participação da atriz Cacilda Becker, como parte da edição do VII Festival de Teatro Amador na cidade.
Apesar de ter sido reinaugurado em 2008, após uma ampla reforma, o Teatro Municipal foi fechado em 2013 após uma fiscalização do Corpo de Bombeiros apontar problemas de segurança contra incêndio. De acordo com os bombeiros, a central de alarme contra incêndio não estava funcionando e as portas giratórias estavam fora de padrão. A vistoria também detectou as janelas de ventilação insuficientes e o sistema de ar condicionado sujo. Além disso, alguns itens como deslocamento da placa de lã de vidro na tubulação e ausência de filtros que estavam fora das especificações da Companhia de Tecnologia de Saneamento Ambiental (Cetesb), haviam infiltrações nas paredes, os refletores estavam sem a trava de segurança, alguns pisos da entrada estavam soltos e o palco estava com buracos.